# 主賓動語序
凡是在句子中，主语（S）、宾语（O）、动词（V）按照“主-宾-动”的顺序排列，这种语序就是主宾动语序（SOV，Subject–Object–Verb）。
在众多的自然语言中，此種語序為最常見者。
語序為SOV的语言傾向於後置詞之用，而非前置詞，以說明名詞的含義，且通常將助動詞置於動作動詞之後。一些語言擁有句意标志以分辨主詞和受詞等，例如日语的和。語序為SOV的语言在指名去向、時間等時使用時間─經由─地點的順序。
此種語序廣泛分佈於世界語言中，尤其在東南亞和中東以外的亞洲、除了北部海岸地區外的新幾內亞、除了西岸和中美洲地區的北美洲以及澳大利亞等地更是如此。

## 各語言的語法

### 漢語族
漢語族語言多為SVO語序。從有文獻記錄以來即如此，然不曾為典型SVO。或謂原始漢藏語為SOV，故上古漢語有所體現，文言文中的例子可举「主义是从」（遵从主义）、「唯你是问」（唯问你）等。今之漢語族語言多為SVO語序，某時或某種語言可用SOV句型，但並非每個動詞皆可，此SOV實為STV。是以吳語爲典型，例：上海「儂字識𠲎？」（較標準官話「你識字嗎？」）。官話白話文裡的「把」、「將」（放在被修飾的名詞前）和文言文的「是」（放在被修飾的名詞的後面）有時用做賓語提前，而此時这些句子的語序即為SOV，像「小明把橘子吃了」，「小明」為主語，「橘子」為賓語，「把」為賓語提前，「吃」為謂語。但也可以说「把橘子」是介宾短语作状语，这样漢語的語序就仍然是SVO。
而在中国铁路系统内的车机联控语言用语也存在较多的主宾谓结构，比如：「电力客车直99次五里墩站幺道通过」，以突出呼叫的“主体地位”，实际上是日语的残留，因中国铁路用语习惯承袭南满铁路的用语。

### 歐洲主要語言
德语和荷蘭語的语法，在為主句且主句只有一個動詞時，語序為SVO。而在從屬句中、及有助動詞時，其語序則為SOV（助動詞放之前動詞的位置），因此德语和荷蘭語的語序有時候也是SOV。法语、葡萄牙语、西班牙语等皆為SVO語序的語言，但當宾语（直接宾语和間接宾语）為代名詞時語序變為SOV，例：""（直譯：聖母瑪莉亞·你們·看著）這句法語中，是主語，是賓語，是謂語，因此這句話的意思是：「聖母瑪莉亞看著你們」。這種用法有時（縱使非常少用）也用於英語的詩，尤其是威廉·莎士比亞的詩中。

### 日語
日语中一个典型的例子：（我·箱子·打开）的意思是「我打开箱子」。在这个句子中，（watashi）是主语，意思是「我」，它从属于句意标志（wa）。（hako）作为宾语，意思是「箱子」，从属于（wo）这个宾语标志。（akeru）是动词，并且结束整个句子，意思是「打开」。

### 朝鲜语（韩国语）
朝鲜语（韩国语）的範例如下：

저는 김치를 먹어요.

此句直譯為：我·泡菜·吃。

此句意思是：我吃泡菜。

### 滿語
滿語的範例如下：
ᠰᡝᠨᠠ ᡳᠨ᠋ᡴ᠌ᡨ᠌ᡵᡳ ᠪᡝ ᠵᡝᠮᠪᡳ᠃
此句直譯為：星奈·櫻桃·(賓語標明)·吃。
漢譯則為：星奈吃櫻桃。

### 拉丁語及俄語
拉丁语和俄語是屈折语，因此六種語序都可使用，譬如此句(拉丁語)，意思為 「这个奴隶爱那个女孩」。這裡的「servus」是主語，「puellam」是賓語，「amat」是動詞。

## 以SOV為主要語序的语言
- 大多數突厥语系語言
- 大多數蒙古语系語言
- 大多數滿-通古斯语系語言
- 大多數達羅毗荼語系語言
- 大多数的印度－伊朗语族语言
  - 梵語
  - 巴利語
  - 波斯语
  - 普什圖語
  - 库尔德语
  - 尼泊尔语
  - 僧伽罗语
  - （構擬的）原始印歐語
- 幾乎所有的藏缅语族语言
  - 緬甸語
  - 藏语
  - （構擬的）原始漢藏語
- 幾乎所有的高加索诸语言
  - 阿布哈兹语
  - 阿巴札語
  - 阿迪格語
  - 阿瓦爾語
  - 卡巴爾達語
- 日语
- 朝鮮語
- 阿伊努語
- 尼夫赫語
- 尤卡吉尔语系
- 伊捷爾緬語，伊捷爾緬人的語言
- 拉丁语
- 布魯夏斯基語
- 巴斯克語
- 阿姆哈拉语
- 提格雷語
- 蘇美語
- 阿卡德語
- 埃蘭語
- 西臺語
- 納瓦荷語
- 霍皮語
- 艾瑪拉語
- 克丘亚语

另外，許多種類的手語也使用此種語序。

## 參照
1. ↑  .   [2012-09-10]. （原始内容存档于2020-11-09）.
2. ↑   (学位论文).   [2017-09-15]. （原始内容存档于2020-12-18）.